# Michał Jurczakiewicz
Michał Jurczakiewicz (ur. 29 października 1869, zm. 6 września 1952) – ksiądz greckokatolicki, przewodniczący Rady Zwierzchniej Łemkowskiej Rusi. Uczestnik i reprezentant delegacji łemkowskiej na konferencji pokojowej w Paryżu w 1919 roku (towarzyszyli mu Aleksander Cichański i Jarosław Kaczmarczyk).
Święcenia uzyskał w 1894. W latach 1894–1896 był administratorem parafii w Krywem, następnie w latach 1896-1898 administratorem parafii w Rostajnem. W latach 1898–1923 proboszcz parafii w Czarnem, od roku 1923 do co najmniej 1939 proboszcz parafii w Wietlinie.
Został pochowany na cmentarzu Centralnym w Szczecinie.